# Roman Mihajlovics Dmitrijev
Roman Mihajlovics Dmitrijev, oroszul: Роман Михайлович Дмитриев (Zsiganszki evenki nemzetiségi járás, 1949. március 7. – Moszkva, 2010. február 11.) olimpiai, világ- és Európa-bajnok szovjet válogatott jakut birkózó, politikus.

## Pályafutása
A CSZKA Moszkva versenyzője volt és többnyire szabadfogás 48 kg-ban indult. 1969-ben lett a szovjet birkózó válogatott tagja, mikor első szovjet bajnoki címét megszerezte. Két olimpián indult. 1972-ben arany-, 1976-ban ezüstérmes lett szabadfogás papírsúlyban. 1969 és 1974 között a világbajnokságokon egy arany-, két ezüst- és egy bronzérmet szerzett. Az Európa-bajnokságokon két érmet szerzett: 1969-ben arany-, 1981-ben bronzérmet nyert. 1969 és 1981 között hatszor nyert szovjet bajnoki címet. 
Visszavonulása után a szovjet, majd később az orosz válogatottnál dolgozott edzőként. Különböző pozíciókban dolgozott az Orosz Birkózó-szövetségnél is. 2008-ban  Szaha Köztársaság parlamentjének tagjává választották.

## Sikerei, díjai
- Olimpiai játékok – szabadfogás, 48 kg
  - aranyérmes: 1972, München
  - ezüstérmes: 1976, Montréal
- Világbajnokság – szabadfogás
  - aranyérmes: 1973 (48 kg)
  - ezüstérmes (2): 1969 (48 kg), 1974 (52 kg)
  - bronzérmes: 1970 (48 kg)
- Európa-bajnokság – szabadfogás, 48 kg
  - aranyérmes: 1969
  - bronzérmes: 1981
- Szovjet bajnokság – szabadfogás, 48 kg
  - bajnok (6): 1969, 1971, 1972, 1976, 1979, 1981